# Anthodioctes banksi
Anthodioctes banksi là một loài Hymenoptera trong họ Megachilidae. Loài này được Cockerell mô tả khoa học năm 1928.